# Croatian Juniors 2007
Das Croatian Juniors 2007 fand als bedeutendstes internationales Nachwuchsturnier von Kroatien im Badminton vom 19. bis zum 21. Oktober 2007 in Poreč statt.

## Sieger und Platzierte
| Disziplin    | Gold                               | Silber                           | Bronze                          |
| ------------ | ---------------------------------- | -------------------------------- | ------------------------------- |
| Herreneinzel | Matevž Bajuk                       | Petr Jelínek                     | Rafał Skrzek                    |
| Herreneinzel | Matevž Bajuk                       | Petr Jelínek                     | Zvonimir Hölbling               |
| Dameneinzel  | Adéla Molnáriová                   | Petra Petranović                 | Elisabeth Baldauf               |
| Dameneinzel  | Adéla Molnáriová                   | Petra Petranović                 | Petra Hofmanová                 |
| Herrendoppel | Igor Čimbur Zvonimir Hölbling      | Aljoša Turk Matevž Bajuk         | Mikuláš Skála David Horáček     |
| Herrendoppel | Igor Čimbur Zvonimir Hölbling      | Aljoša Turk Matevž Bajuk         | Petr Jelínek Filip Horák        |
| Damendoppel  | Petra Hofmanová Adéla Molnáriová   | Jiřina Jurčíková Ivana Sahánková | Elisabeth Baldauf Marina Metz   |
| Damendoppel  | Petra Hofmanová Adéla Molnáriová   | Jiřina Jurčíková Ivana Sahánková | Matea Antolić Iva Majstorović   |
| Mixed        | Matthias Bertsch Elisabeth Baldauf | David Horáček Petra Hofmanová    | Petr Kolář Jiřina Jurčíková     |
| Mixed        | Matthias Bertsch Elisabeth Baldauf | David Horáček Petra Hofmanová    | Zvonimir Hölbling Matea Antolić |